# Ир (приток Пижмы)
Ир — река в России, протекает в Котельничском районе Кировской области. Устье реки находится в 173 км по левому берегу реки Пижма. Длина реки составляет 30 км, площадь водосборного бассейна 174 км².
Исток реки в центре заболоченного лесного массива в 37 км к юго-западу от Котельнича. Исток реки соединён мелиоративной канавой через торфоразработки с верховьями реки Козловаж. Река течёт на юг и юго-запад по заболоченной местности. Впадает в Пижму южнее деревни Большое Григорьево.

## Притоки (км от устья)
- 7,4 км — река Кардополовка (лв)
- 12 км — река Тихонка (лв)
- река Большая Хмелёвка (лв)

## Данные водного реестра
По данным государственного водного реестра России относится к Камскому бассейновому округу, водохозяйственный участок реки — Вятка от города Котельнич до водомерного поста посёлка городского типа Аркуль, речной подбассейн реки — Вятка. Речной бассейн реки — Кама.
Код объекта в государственном водном реестре — 10010300412111100036771.